# Kurt Knispel
Kurt Knispel (20 de septiembre de 1921 – 28 de abril de 1945) fue un comandante, artillero y municionero de tanque alemán. Nació en los Sudetes. Junto con Johannes Bölter, Otto Carius, Ernst Barkmann y Michael Wittmann, se le considera entre los ases de tanquistas más importantes de todos los tiempos, si no el que más.

## Primeros años
Knispel nació en Salisfeld, Salisovia, Región de los Sudetes. Al terminar un curso de mecánica en una fábrica de automóviles en 1940, Knispel se ofreció como voluntario en las divisiones blindadas de la Wehrmacht.

## Servicio

### Entrenamiento
En la primera fase de entrenamiento, Knispel fue enviado al Batallón de Entrenamiento de Reemplazo de Panzers, en la Baja Silesia. Allí recibió el entrenamiento básico de la infantería antes de adiestrarse en los tanques Panzer I, Panzer II y Panzer IV.
El 1 de octubre de 1940 fue transferido a la 3.ª Compañía del 29.º Regimiento Panzer, de la 12.º División Panzer. Knispel terminó su entrenamiento como cargador y artillero en un Panzer IV. El entrenamiento duró hasta el 11 de junio de 1941 siguió cursos en Sagan y Putlos.

### En combate
Knispel era el artillero de un Panzer IV a las órdenes del teniente Hellman cuando tuvo lugar la Operación Barbarroja, en la cual Kurt participó como parte del Panzergruppe 3, LVII Cuerpo de Ejército, comandado por el general Adolf Kuntzen.
Knispel participó en combates desde Yarzevo hasta las puertas de Stalingrado, también en las proximidades de Leningrado y en el Cáucaso. Knispel regresó a Putlos hacia fines de enero de 1943 y se familiarizó con los nuevos tanques Tiger. Hasta este momento se le acreditaban 12 blindados destruidos.
Desde Putlos, un grupo de hombres fue enviado al 500.º Batallón Panzer, en Paderborn. Este grupo estaba dirigido por el Oberfeldwebel Fedensack, y terminaría convirtiéndose en la 1.º Compañía del famoso 503.º Batallón de Panzers Pesados, el cual luchó en la Batalla de Kursk. Knispel participó también en la batalla de Korsun-Cherkasy, en Vínnitsa, Jampol y Kamenets-Podolsk. Al transferirse al oeste, la compañía fue reequipada con los tanques Tiger II y luchó en las proximidades de Caen y en la retirada de Normandía. Desde allí la unidad fue nuevamente transferida al Frente del Este y peleó en el área de Mezotúr, Törökszentmiklós, Cegléd, Kecskemét, Gyula y Neutra. En una ocasión el tanque de Knispel fue alcanzado, según el informe, 24 veces por disparos enemigos.
Luchó también en Bab, Laa  Worstitz; y finalmente su tanque,  un King Tiger junto a otro que lo acompañaba fue emboscado en el pueblo de Vrbovec (Urbau en alemán), donde murió combatiendo contra  un masivo asalto blindado soviético no sin antes destruir a 10 tanques enemigos,  a la edad de 23 años, el 28 de abril de 1945.

## Identificación de sus restos
A fines de marzo de 2013 sus restos fueron identificados en el cementerio del pueblo de Vrbovec (Urbau) gracias a sus placas identificatorias de reglamento.
Según algunas fuentes no confirmadas, Knispel recibió un disparo en el abdomen mientras intentaba salir de su tanque destruido el 28 de abril en Vrbovec  (Znojmo) y que murió en un hospital de campaña el 30 de abril de 1945;  mientras que otras fuentes indican que murió a bordo de su tanque el 28 de abril, siendo la primera versión la más aceptada.

## Marcas y condecoraciones
Se le acredita la destrucción de un T-34 a la increíble distancia de 3.000 metros. Luchó en muchos tipos de tanques alemanes en sus diferentes puestos:  como cargador, artillero y comandante. Fue condecorado con la Cruz de Hierro de Primera Clase tras la destrucción de su quincuagésimo blindado y con la Insignia de Combate de Tanques  tras sus 100 primeras batallas. Knispel también fue condecorado con la Cruz Alemana de Oro.
Como comandante de un Tiger I y luego un Tiger II, Knispel destruyó otros 42 blindados enemigos. Aunque se lo recomendó cuatro veces para la entrega de la Cruz de Caballero, Knispel nunca la recibió. Fuentes no confirmadas indican que Knispel era considerado como  un indisciplinado y rebelde, en una ocasión además habría golpeado a un soldado de las SS por golpear brutalmente a un prisionero ruso indefenso, además de no aceptar la orden de llevar el corte de cabello y afeitado reglamentario.
A diferencia de otros comandantes, a Knispel no lo consumía la ambición de condecoraciones; de naturaleza más bien modesta,  cuando había disputas sobre la destrucción de unidades enemigas, Knispel siempre se quedaba en silencio, esperando que se le atribuyera a alguien más.

## Condecoraciones
- Cruz de Hierro de 1.ª y 2.ª Clase
- Insignia de Combate de Tanques en oro
- Cruz Alemana de Oro (20 de mayo de 1944)
- Mencionado en la Wehrmachtbericht (25 de abril de 1944)